# Chess Notes
Chess Notes foi uma revista bimestral de enxadrismo publicada na Suíça no período compreendido entre janeiro de 1982 a dezembro de 1989, tendo como editor Edward Winter.